# 加藤竜治
加藤 竜治（かとう りゅうじ、1976年12月7日 - ）は、岐阜県瑞浪市出身の俳優。中京高等学校卒業。所属事務所は、アルファセレクション。

## 人物
身長・180センチ、体重・67キロ。
特技は、野球、サッカー、柔道、殺陣。
趣味は映画鑑賞とスポーツ観戦。
高校時代は、3年間野球部に所属していた。

## 出演

### 映画
- 北辰斜にさすところ - 井上卓司 役(2007年)
- ラストゲーム 最後の早慶戦 - 別当薫 役(2008年)
- 鶴彬 こころの軌跡 - 古林徳次 役(2009年)
- 臨場 劇場版 - 神奈川県警捜査一課員 役(2012年)

### テレビ
NHK
- その時歴史が動いた - 吉田松陰 役　他、多数出演
- プロジェクトX〜挑戦者たち〜
- 塚原卜伝 - 佐伯一馬 役

ABC
- シンマイ - 刑事 役
- 警部補マリコ
- 土曜ワイド劇場「アナザーフェイス〜刑事総務課・大友鉄〜2」

テレビ朝日
- 交渉人〜THE NEGOTIATOR〜2
- 仮面ライダー鎧武 第33話

TBS
- ひとりじゃないの - 刑事 役
- ハンチョウ〜神南署安積班〜

フジテレビ
- 松本清張没後20年特別企画・危険な斜面

関西テレビ
- ギルティ 悪魔と契約した女

テレビ東京
- 駐在刑事 Season3 第1話・第3話・第6話（2022年1月14・28日、2月18日）

### 舞台
- 青春風雲録(2001年)
- 雄呂血(2002年)
- BIZZ(2002年)
- メリークリスマス Mr.チャーリー(2003年)
- パパと呼ばないで(2003年)
- エスコッチュ(2003年)
- ラストダンスはどなたに(2003年)
- 成金雨(2004年)
- パパと呼ばないで 2004(2004年)
- 死んどる場合か(2005年)
- グランド・ロマン(2005年)
- 約三十の嘘(2006年)
- おとこたちの　そこそこのことと　ここのこと(2008年)

### CM
- 興和『コルゲンコーワ鼻炎ソフトミニカプセル』(2009年)